# Ossuaire d'Ancy-sur-Moselle
Pour les articles homonymes, voir Ossuaire (homonymie).
L'ossuaire d'Ancy-sur-Moselle est un édifice situé dans la commune française de Ancy-sur-Moselle, en Moselle.

## Histoire
L'ossuaire dans le cimetière est inscrit au titre des monuments historiques par arrêté du 23 novembre 1987.
Le siècle de la principale campagne de construction est le XVIe siècle.